# Le Grand Méchant Renard et autres contes...
Pour plus de détails, voir Fiche technique et Distribution.
Le Grand Méchant Renard et autres contes... est un 
film d'animation franco-belge co-réalisé par Benjamin Renner et Patrick Imbert, sorti en 2017. Le film est constitué de trois courtes histoires comiques mettant en scène les animaux d'une ferme ainsi qu'un renard, un loup et quelques humains.
Les premier et troisième segments, respectivement intitulés Un bébé à livrer et Il faut sauver Noël, sont réalisés par Patrick Imbert, alors que le segment central, Le Grand Méchant Renard, est réalisé par Benjamin Renner. Ils sont tous adaptés des bandes dessinées homonymes de Benjamin Renner, dont la plus connue, Le Grand Méchant Renard, a été publiée en 2015.

## Synopsis
Le film est constitué de trois histoires courtes, qui se déroulent au moins en partie dans une même ferme et ont en commun certains personnages. Les différents segments sont reliés entre eux par des scènes de transition qui ont lieu sur une scène de théâtre, où un renard s'adresse au public pour présenter les différentes pièces que la troupe d'animaux va interpréter.

### Un bébé à livrer
Une cigogne prétend avoir une aile cassée et laisse le bébé qu'elle devait livrer en Avignon, Pauline, aux mains d'un trio d'animaux de ferme : un cochon, un lapin et un canard. Ces deux derniers s'avérant immatures et maladroits, donc potentiellement dangereux pour le bébé, le cochon tente de compenser leurs erreurs pour que la petite Pauline retrouve ses parents, même s'il refuse initialement de s'en occuper...

### Le Grand Méchant Renard
Un renard peine à remplir son rôle de prédateur. En effet, chétif, peureux, pas intimidant ni très impressionnant, il ne parvient pas à terrifier les poules et se fait martyriser par ces dernières. Alors qu'il fait de son possible, prenant comme modèle le loup, il parvient à voler trois œufs (sur une idée du loup) et attend qu'ils éclosent pour pouvoir les manger. Mais les poussins le prennent pour leur mère et il s'attache progressivement à eux, au point de décider de les protéger du loup. Le renard fait d'abord croire aux poussins qu'il est plus fort que le loup, mais il finit par décider prudemment de s'éloigner et de s'abriter à la ferme en se déguisant en poule. Il découvre avec horreur que la poule dont il a volé les œufs a juré de se venger et a créé un club d'extermination des renards où elle forme les autres poules à l'autodéfense. Le renard parvient à se cacher quelque temps, mais il est trahi par le comportement de ses poussins qui, persuadés d'être des renards, mordent leurs petits camarades à l'école et lui en rapportent même un (encore vivant) pour le dîner. Le renard tente de les sermonner, mais les poussins, déçus de son comportement craintif, décident de retourner dans la forêt et de faire du loup leur nouvelle maman. Découvert, le renard est martyrisé par les poules, qu'il essaie en vain de prévenir du danger que courent les poussins. Projeté hors de la ferme par des explosifs, le renard atterrit dans la forêt exactement dans les bras du loup qui était sur le point de dévorer les poussins. Il les aide de son mieux et parvient à retenir le loup jusqu'à l'arrivée des poules, qui chassent le prédateur. La poule qui est la mère biologique des poussins les retrouve finalement et veut retourner à la ferme en chassant le renard, mais les poussins, émus, se précipitent vers lui pour ne pas le voir partir. Un accord est finalement trouvé avec la poule : le renard continue à voir régulièrement les poussins et, en échange, il aide les poules à se former à l'autodéfense contre les autres prédateurs.

### Il faut sauver Noël
Dans la ferme, les animaux préparent les festivités de Noël. Multipliant les bêtises et catastrophes, le lapin et le canard détruisent un Père Noël en plastique et sont persuadés d'avoir tué le vrai. Malgré les explications du cochon, ils se mettent en tête de remplacer le Père Noël pour livrer les cadeaux aux enfants du monde entier la nuit venue. Le cochon essaie de les en empêcher mais se trouve entraîné avec eux jusqu'à la ville, puis dans la fourrière où les trois animaux sont enfermés en compagnie d'une meute de chiens patibulaires. La ruse et la débrouillardise des trois compagnons leur permet heureusement de se tirer toujours d'affaire de justesse, jusqu'au moment où le lapin et le canard aperçoivent à nouveau un père Noël en train de s'agripper à un rebord de fenêtre, mais cette fois il s'agit du vrai père Noël qu'ils doivent bel et bien sauver !
Après les trois histoires, le générique de fin commence par un retour sur scène de tous les personnages du film venus saluer comme au théâtre. Divers personnages apparaissent pendant la suite du générique, notamment un balayeur grenouille venu nettoyer la scène.

## Fiche technique
- Titre : Le Grand Méchant Renard et autres contes...
- Réalisation : Benjamin Renner (segment Le Grand Méchant Renard) et Patrick Imbert (segments Un bébé à livrer et Le Noël parfait)
- Scénario : Benjamin Renner et Jean Regnaud (adapté des bandes dessinées homonymes de Benjamin Renner)
- Musique : Robert Marcel Lepage
- Montage : Benjamin Massoubre
- Animation : Michael Crouzat
- Décors : Zyk et Zaza
- Direction de l'animation : Patrick Imbert
- Casting : Céline Ronté
- Production : Damien Brunner, Didier Brunner et Vincent Tavier
  - Production exécutive : Thibaut Ruby
  - Production associée : Philippe Logie
- Sociétés de production : Folivari, Panique !, Studiocanal, SofiTVciné 3, RTBF et BeTV
- Société de distribution : Studiocanal
- Studio d'animation : Folivari
- Pays d'origine :  France et  Belgique
- Langue originale : français (et partiellement chinois)
- Format : couleur - 1,85:1 - Dolby 5.1
- Durée : 80 minutes
- Dates de sortie :
  - France : 15 juin 2017 (Festival international du film d'animation d'Annecy 2017) ; 21 juin 2017 (sortie nationale)
  - Belgique : 21 juin 2017
  - Suisse : 21 juin 2017 (Suisse romande)

## Distribution
- Guillaume Darnault : le renard
- Damien Witecka : le cochon
- Kamel Abdessadok : le lapin
- Antoine Schoumsky : le canard
- Céline Ronté : la poule
- Violette Samama : Pauline
- Jules Bienvenu : Alex
- Augustin Jahn-Sani : Evan
- Boris Rehlinger : le loup / le bouledogue
- Guillaume Bouchède : le chien
- Magali Rosenzweig : les poules / la maman / Violette / la petite fille
- Élise Noiraud : les poules
- Jean-Loup Horwitz : le Père Noël
- Christophe Lemoine : la cigogne / le chasseur
- Bernard Larmande : M. Oiseau / l'hirondelle
- Michel Scotto Di Carlo : le copilote / le boucher / le facteur
- Sylvie Genty : la guichetière / la mamie
- Yves Yan : le tarsier
- Thierry Jahn : le papa / le petit garçon
- Mathilde et Camille Nepveu, Christophe et Adam Groulx : la chorale des poussins
- Jean-Sébastien Leblanc : le crapaud

## Accueil

### Critiques dans la presse
Au moment de sa sortie en salles en France en juin 2017, le film reçoit un accueil franchement favorable dans la presse. Le site Allociné confère au film une note moyenne de 4 étoiles sur 5, sur la base de 21 critiques parues dans la presse papier ou en ligne. 

### Box-office
Le Grand Méchant Renard et autres contes sort en salles en France fin juin 2017. Exploité dans 303 salles de cinéma au cours de sa première semaine, il cumule un peu plus de 35 500 entrées le premier jour (dont un peu plus de 9400 entrées à Paris dans 60 salles) et un peu plus 125 800 entrées en fin de première semaine (dont un peu plus de 38 800 à Paris). Exploité sur 347 salles les deux semaines suivantes, il rassemble 148500 nouvelles entrées en deuxième semaine (soit un total de plus de 274 000 entrées en deux semaines) et 76490 nouvelles entrées en troisième semaine (pour un total de 350 900 entrées en trois semaines). Après un mois d'exploitation, le film a rassemblé un peu moins de 404700 entrées, puis il franchit la barre des 500 000 entrées au cours de sa cinquième semaine. Après six semaines d'exploitation, il cumule environ 521 700 entrées. À la fin de l'année 2017, le film cumule environ 663 000 entrées. Début mars 2018, le film, encore exploité dans quelques salles en France, cumule un peu moins de 679 600 entrées.

## Distinctions
- Annie Awards 2018 : nommé dans trois catégories : Meilleur long métrage indépendant, Meilleure animation de personnages dans un long-métrage, Meilleure réalisation d'un long-métrage
- Prix Lumières 2018 : Lumière du meilleur film d'animation
- César 2018 : César du meilleur film d'animation

## Adaptations
- Un bébé à livrer a été adapté au théâtre de marionnettes par la compagnie Melmac Théâtre[6] en 2018.
- Le Grand Méchant Renard a été adapté au théâtre par la compagnie du COMSI[7] en 2024.